# Касаткин, Николай Алексеевич
Никола́й Алексе́евич Каса́ткин (13 [25] декабря 1859, Москва — 17 декабря 1930, там же) — русский живописец-жанрист, сторонник «демократического реализма», заметная фигура среди московских художников времён контрреформ и Серебряного века, в последующем — один из начинателей живописи социалистического реализма, педагог.
Член Товарищества передвижников (с 1891) и АХРР (в 1922–1926). Академик (с 1898) и действительный член (с 1903) Императорской Академии художеств, первый народный художник Республики (1923).

## Биография
Николай Алексеевич Касаткин родился в Москве 13 (25) декабря 1859 года в семье художника-литографа Алексея Александровича Касаткина (1829 — после 1883).

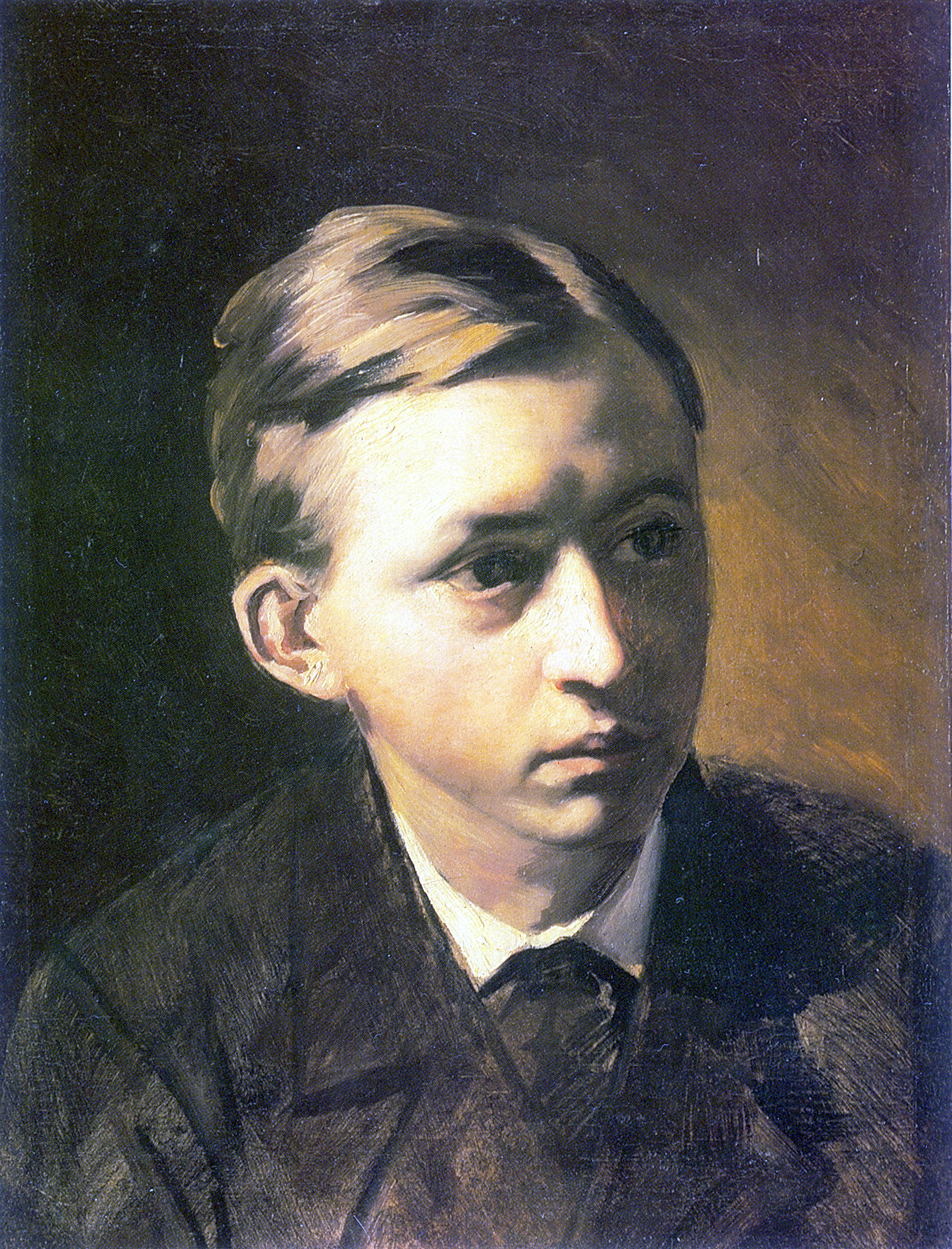
Николай Алексеевич Касаткин. Портрет кисти В. Г. Перова, 1876.

С 1873 по 1883 год занимался в Училище живописи, ваяния и зодчества, где его наставниками были художники-передвижники Василий Перов и Илларион Прянишников.
С 1891 года был членом «Товарищества передвижников».
В 1883 году Касаткин получил высшую награду училища — большую серебряную медаль и звание художника за картину «Нищие на церковной паперти». В 1894 и 1895 годах посетил Донбасс.
В 1894—1917 годах Касаткин работал педагогом в родном Училище. Кроме этого, после окончания училища Касаткина пригласил на работу в своё издательство крупнейший русский книгоиздатель И. Д. Сытин, где художник проработал около тридцати лет, участвуя в создании «Русской истории в картинах», первого настольного календаря, «Великой реформы» — юбилейного издания, посвящённого пятидесятилетию осуществления Крестьянской реформы и др.
После Октябрьской революции Касаткину первому было присуждено почётное звание народного художника Российской республики (1923). Он вошел в новосозданную АХРР («Ассоциация художников революционной России», художественное объединение, самое многочисленное и мощное из российских творческих группировок 1920-х годов). В 1924 году был командирован в Англию, чтобы запечатлеть социальную борьбу тамошнего пролетариата. Лучше всего в поздний период ему удавались отдельные яркие портреты-типажи («За учебу. Пионерка с книгами» 1926, Музей революции).
17 декабря 1930 года, давая пояснения в Музее революции к своей новой картине «Сигида» («Карийская трагедия»), в которой отображена трагедия главной героини Надежды Сигиды (Малаксиано), Касаткин скоропостижно скончался. 19 декабря тело было кремировано. Похоронен в Москве[уточнить]. Борис Акунин о картине: «Девушку (это Надежда Сигида, которая заранее объявила, что для неё порка равнозначна смертному приговору) охранники ведут на экзекуцию. Она идёт без сопротивления, даже руки не связаны. Похожа на гоголевскую Панночку. Мороз по коже… Было что-то подозрительное, интимно-доверительное в отношении пролетарского художника к смерти». Умер Касаткин внезапно. Произошло это в тот момент, когда художник показывал публике свою последнюю работу – «Сигида (Карийская трагедия)». По мнению Бориса Акунина, на лик девушки с картины страшно смотреть из-за того, что «художник не Надежду Сигиду, а лик собственной смерти написал».
Ученики: Б. В. Иогансон, В. В. Мешков и другие.

## Память

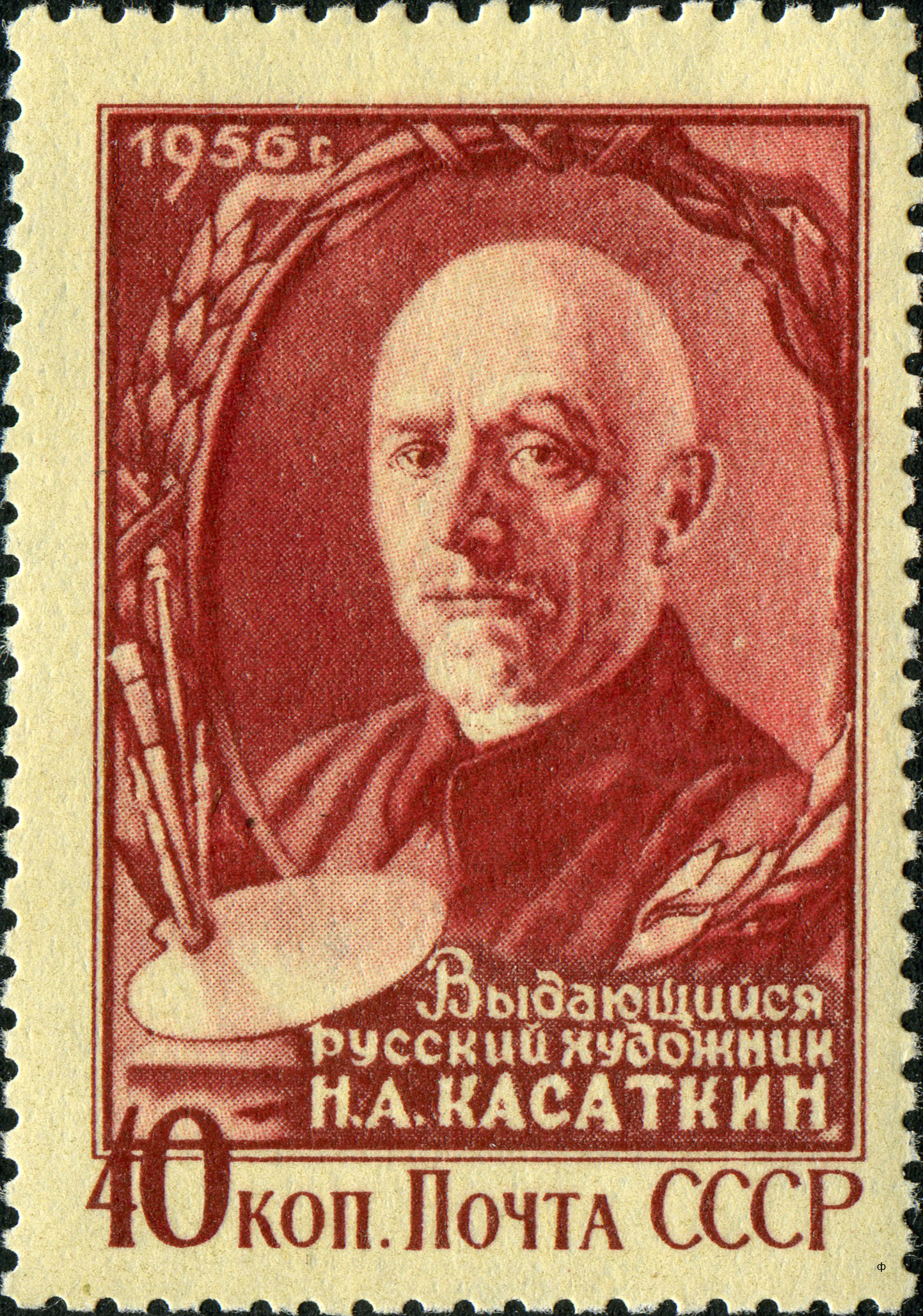
Н. А. Касаткин. Почтовая марка СССР, 1956

- Именем Н. А. Касаткина названа улица в Москве.

## Галерея

### Избранные картины

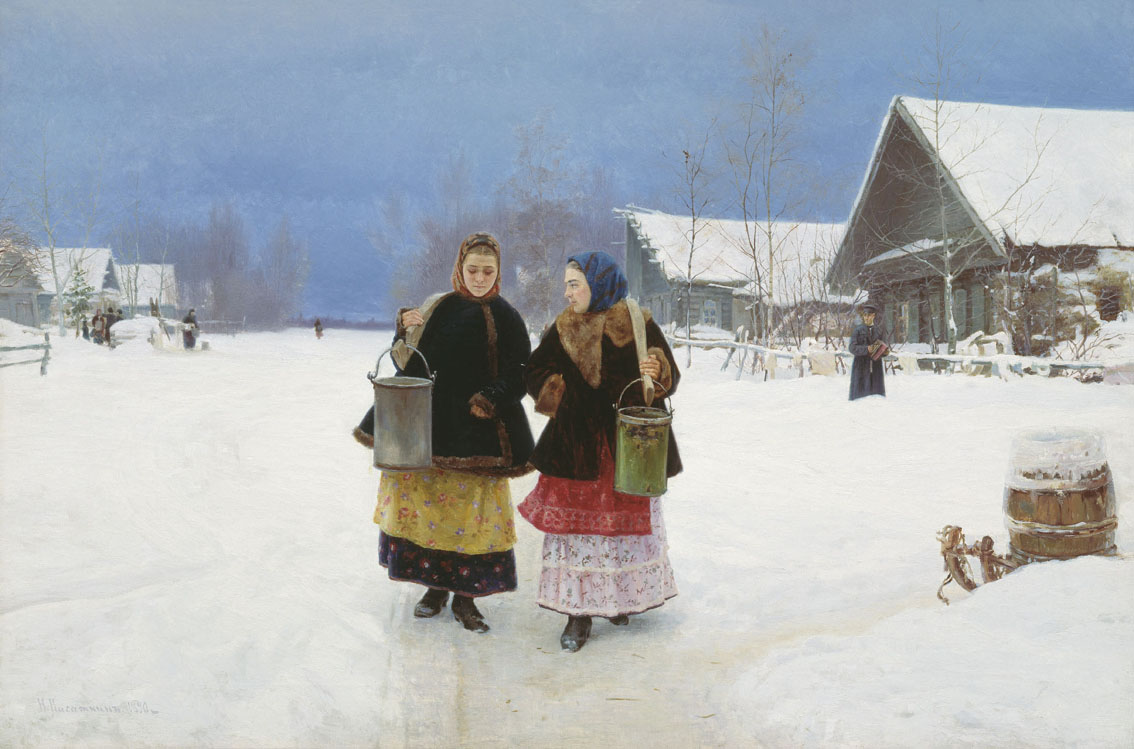
«Соперницы», 1890
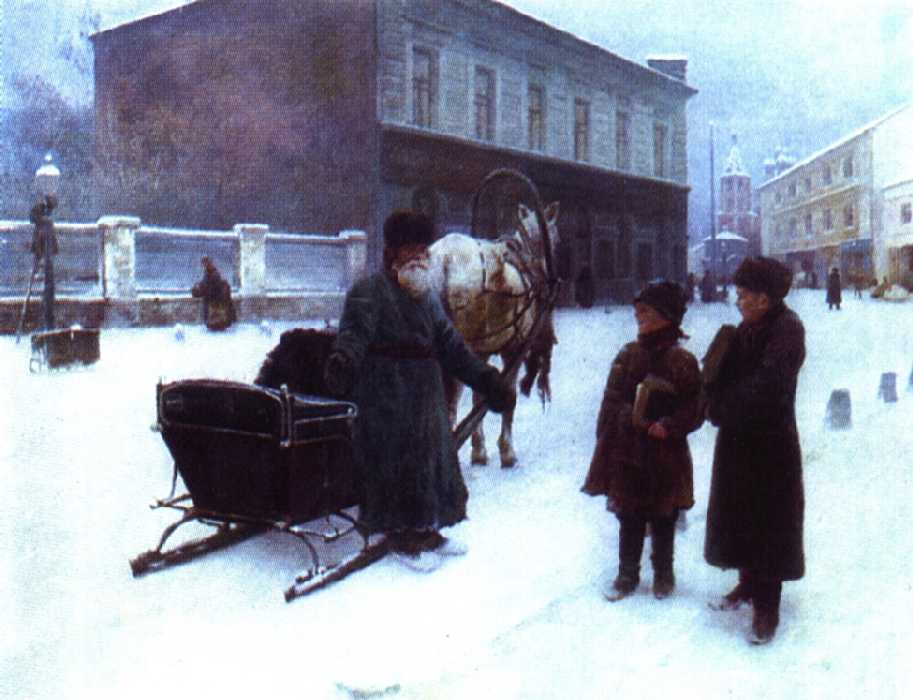
«Шутка», 1892
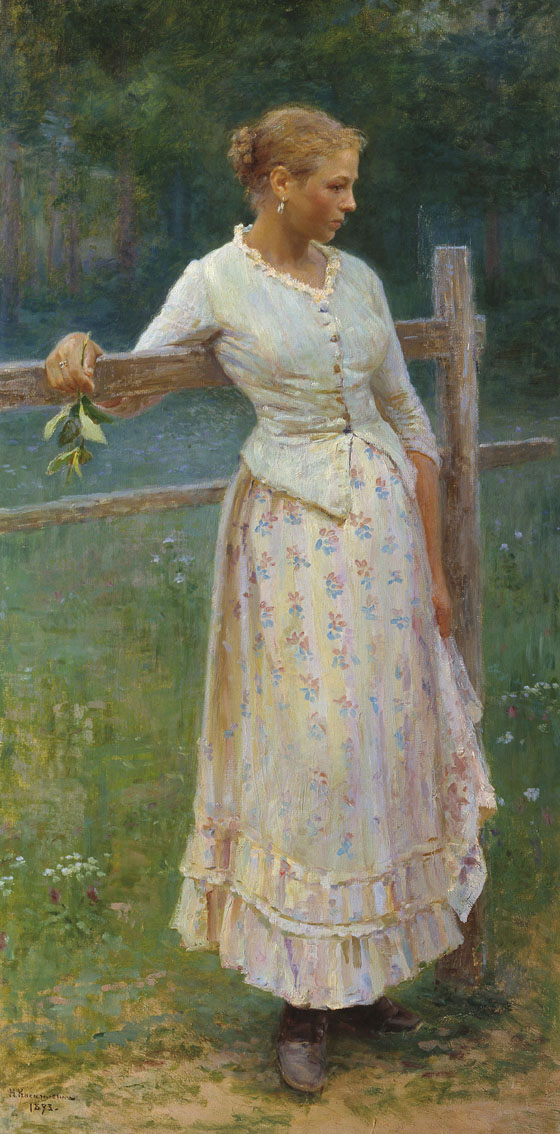
«Девушка у изгороди», 1893
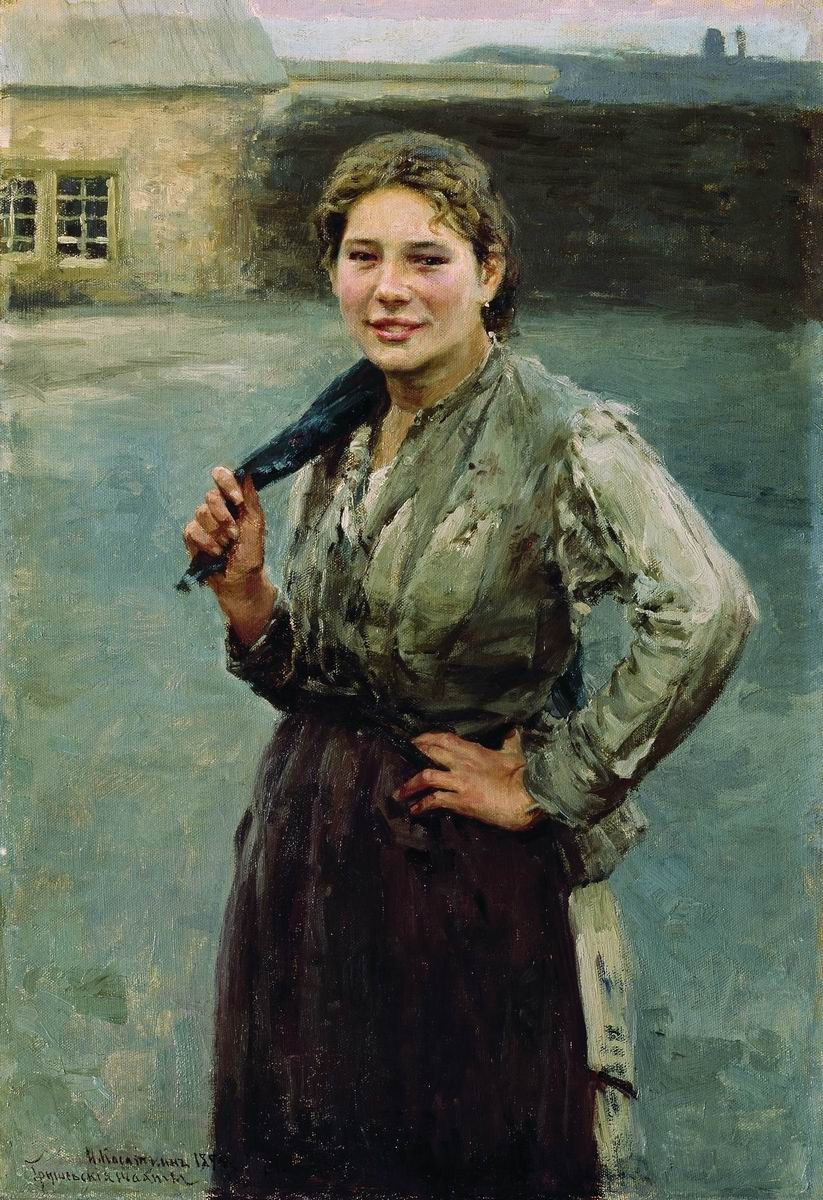
«Шахтёрка», 1894
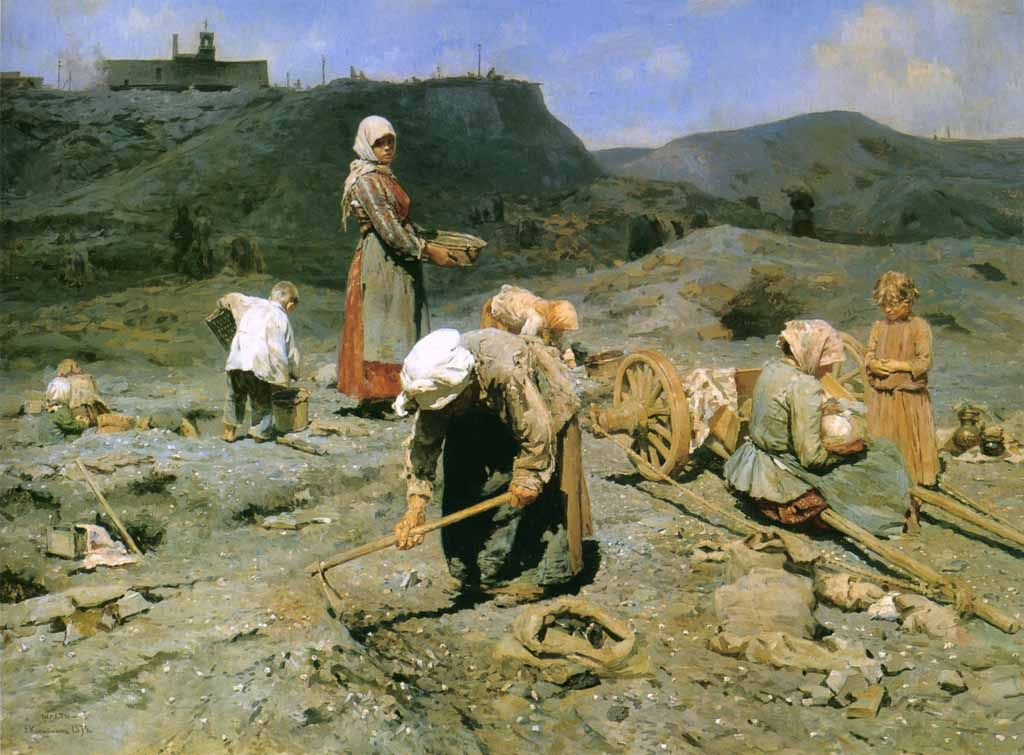
«Сбор угля бедными на отработанной шахте», 1894
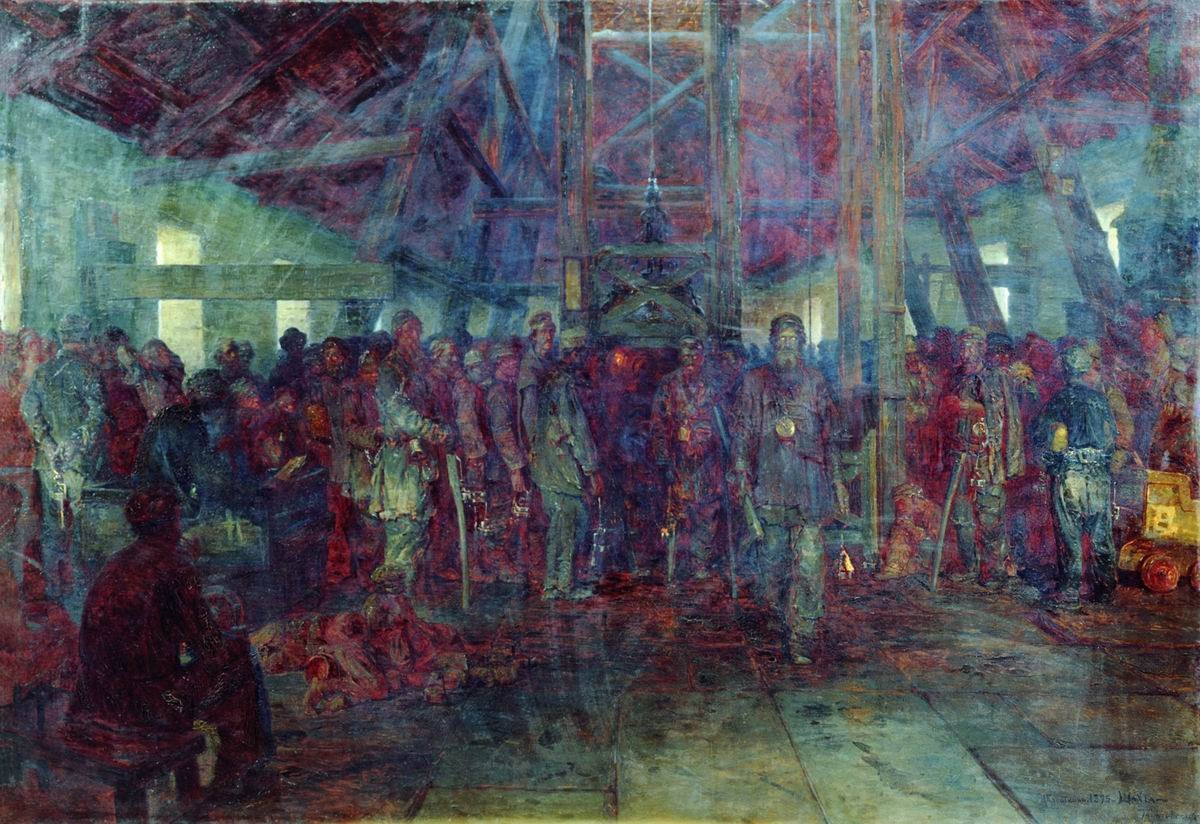
«Углекопы. Смена», 1895
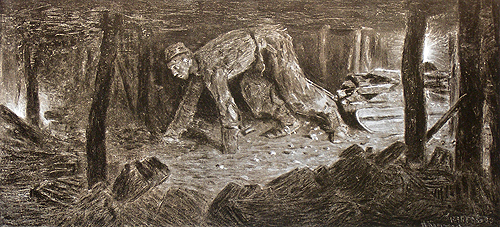
«Шахтёр-тягольщик», 1896
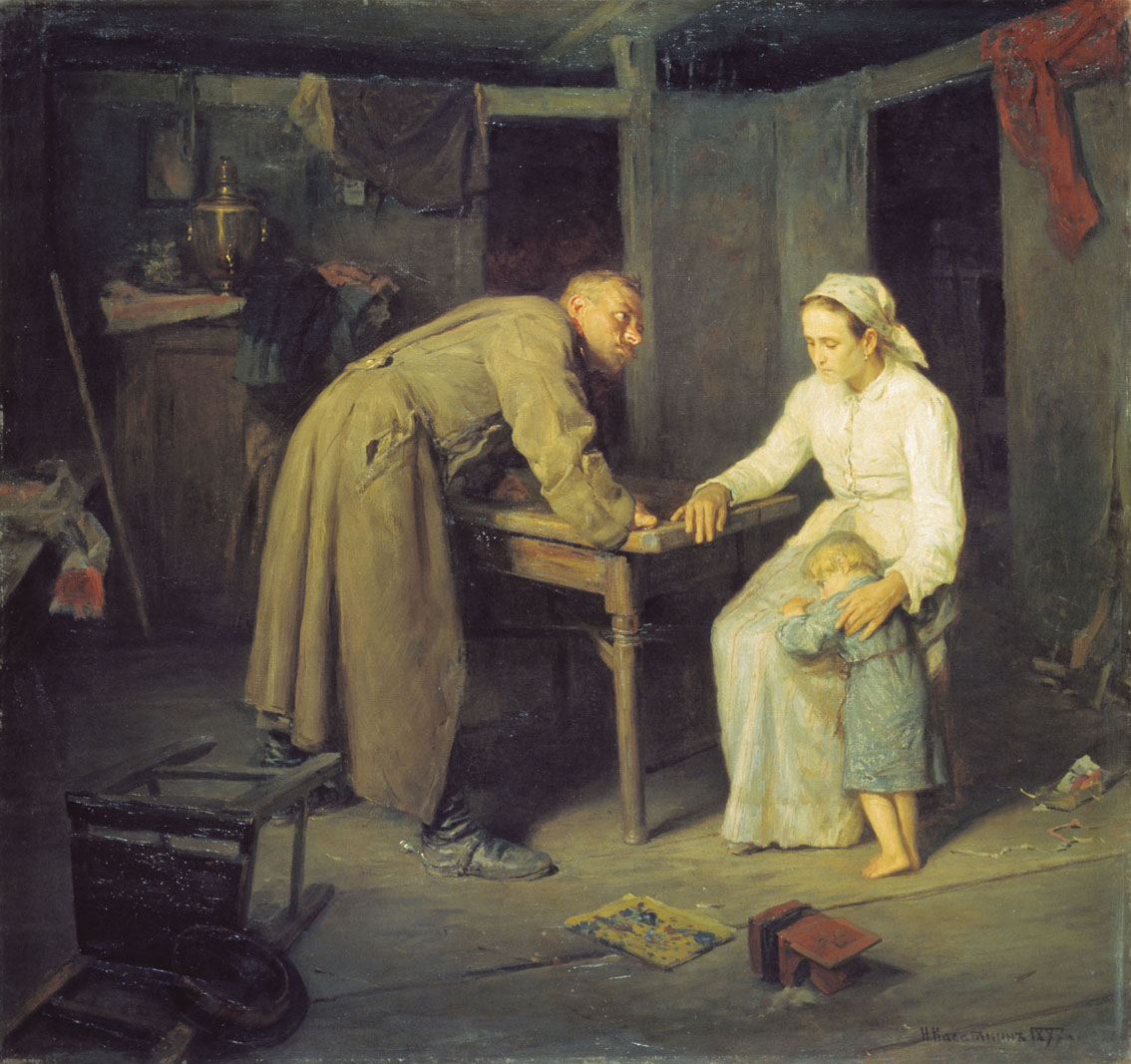
«Кто?», 1897
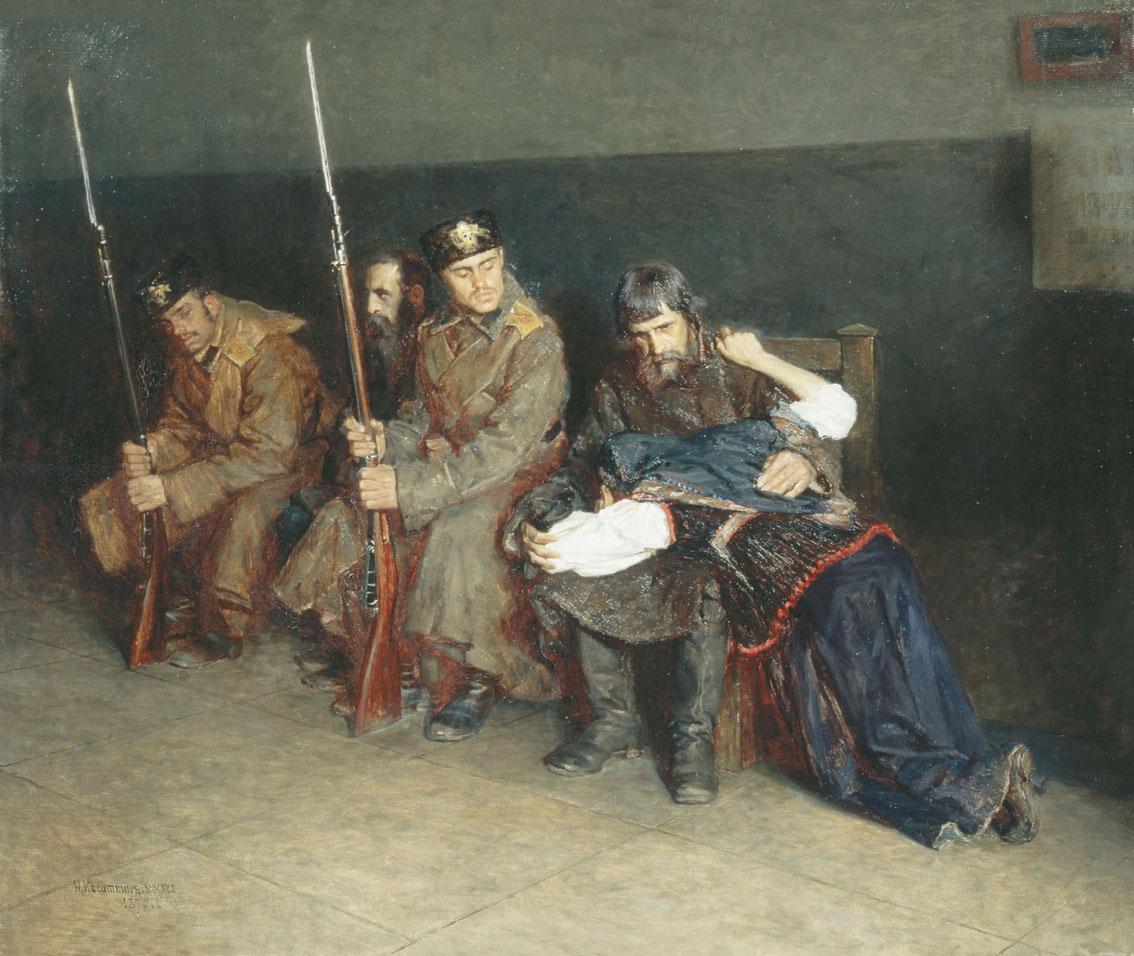
«В коридоре окружного суда», 1897
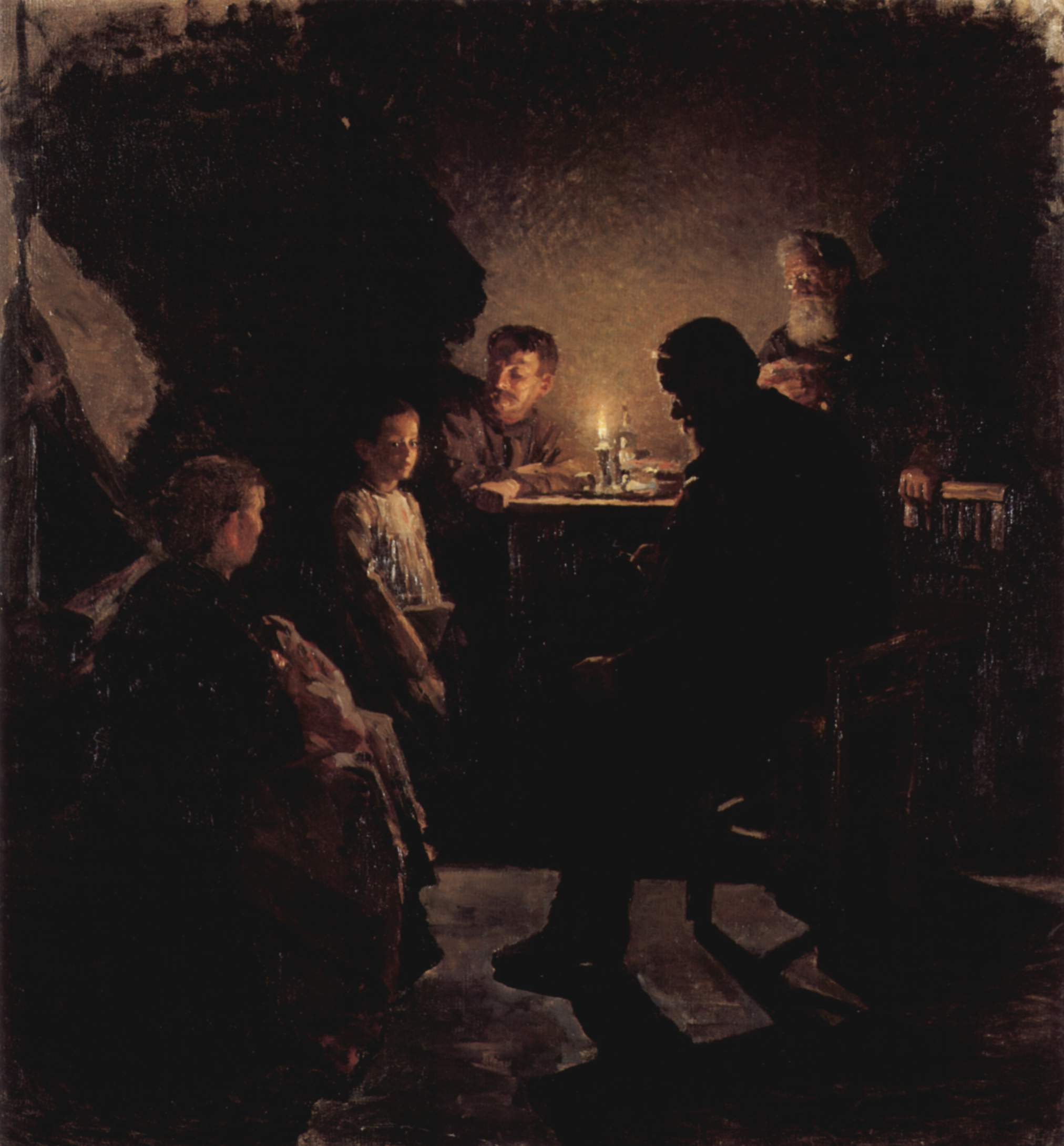
«В рабочей семье», 1890—1900
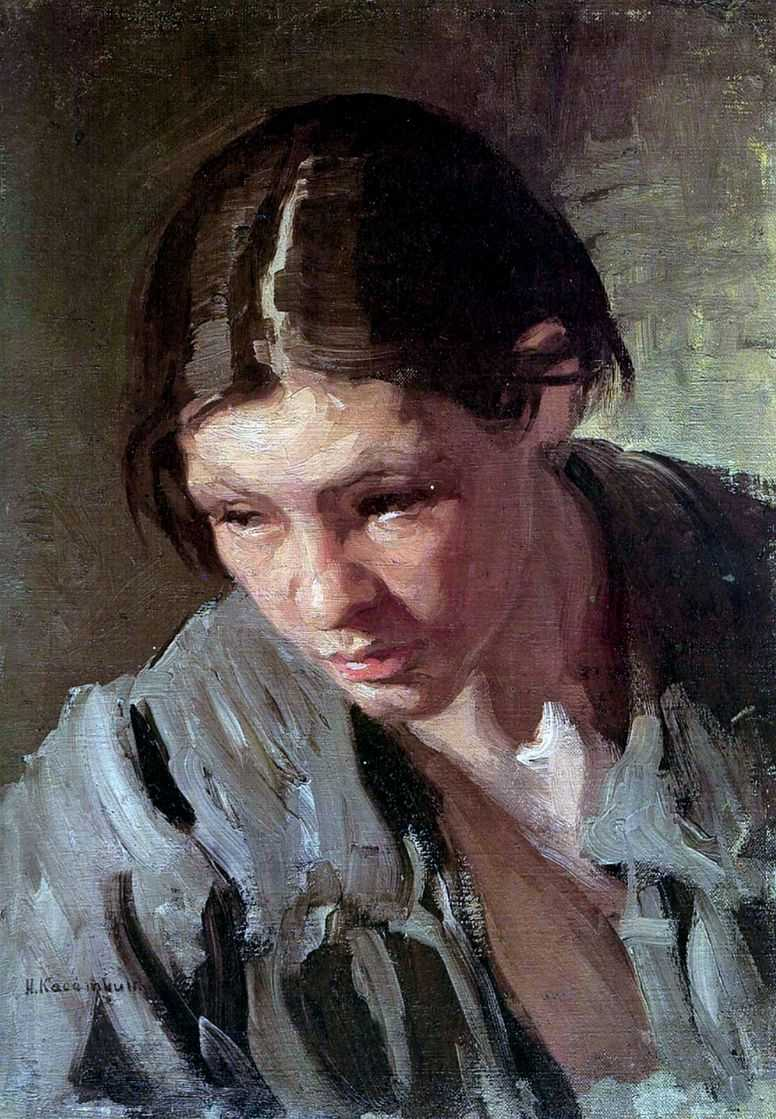
«Торфянка. Этюд», 1901
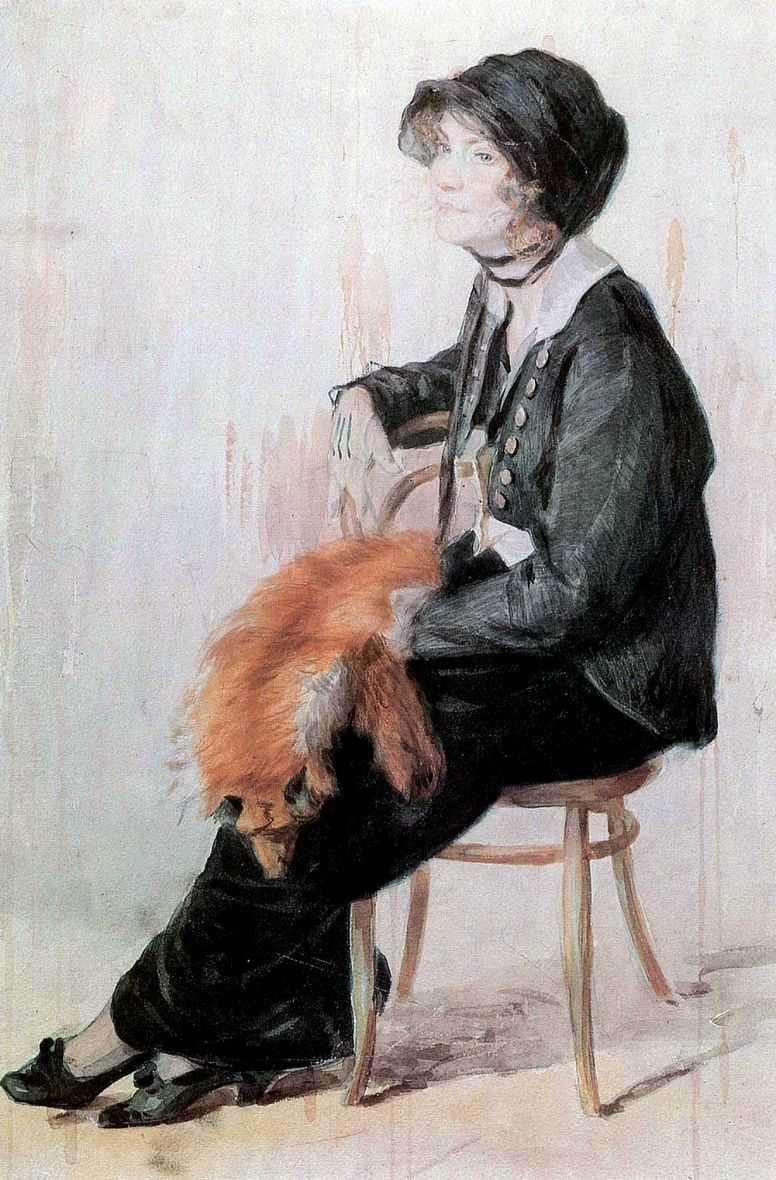
«Женский портрет», 1916
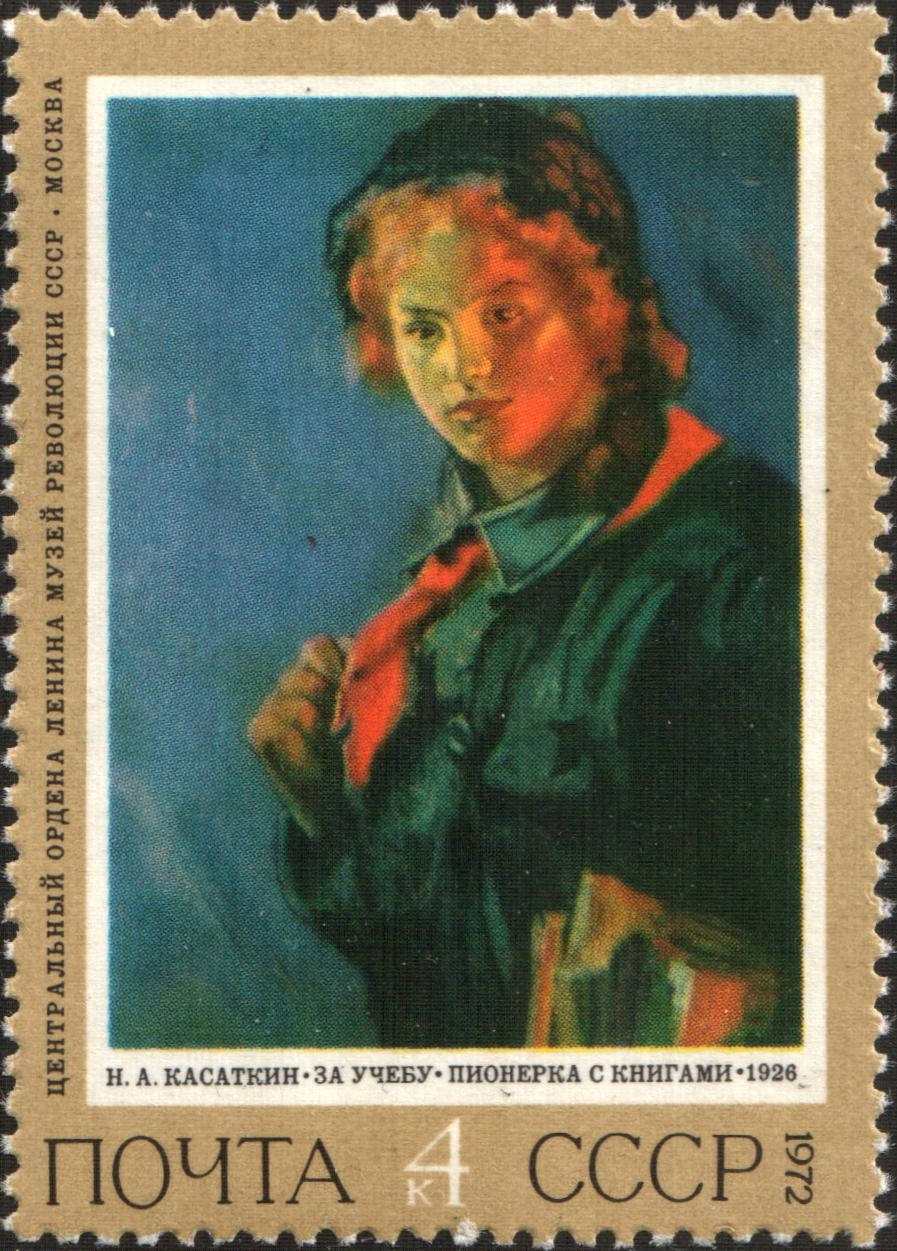
Почтовая марка СССР, 1972 год. За учёбу. Пионерка с книгами

- «Семья рабочего» (1891)
- «Тяжело (Буревестник)» (1892)
- «Кузница» (1897)
- «Арестантки на свидании» (1899)
- «Уральский рабочий» (1899)
- «Тревожное», «Рабочий-боевик», «Последний путь шпиона», «Беззаветная жертва революции», «Студент», «После обыска» (все 1905)
- «Герой обороны СССР», «Комсомолка-пионервожатая», «Комсомолка-рабфаковка» (все конца 1920-х).